# Marco Santagata
Œuvres principales
Il maestro dei santi pallidi
L'amore in sé
Marco Santagata, né le 28 avril 1947 à Zocca dans la province de Modène en Émilie-Romagne et mort le 9 novembre 2020 à Pise, est un universitaire, critique littéraire et écrivain italien.

## Biographie
Marco Santagata fait des études littéraires classiques à l'université de Pise puis à l'École normale supérieure de Pise dont il est diplômé en 1970. Devenu enseignant de littérature à l'université de Venise en 1976 puis professeur de philologie, de littérature et de linguistique de l'université de Pise en 1984, il est l'un des plus importants spécialistes italiens de Dante et de Pétrarque, auxquels il a consacré plusieurs essais.
Marco Santagata meurt à Pise le 9 novembre 2020 à l'âge de 73 ans, après une longue maladie, aggravée par la contraction de la COVID-19.

## Œuvre
Romans
- Papà non era comunista, éditions Guanda, 1996 – prix Bellonci
- Il copista, éd. Sellerio, 2000
- Il maestro dei santi pallidi, éd. Guanda, 2002 – prix Campiello 2003, Le Maître des Madones au teint pâle, traduit de l'italien par Marie-Françoise Balzan, Lyon, La fosse aux ours, 2023
- L'amore in sé, éd. Guanda, 2006 – prix Stresa 2006
- Il salto degli Orlandi, éd. Sellerio, 2007
- Voglio una vita come la mia, éd. Guanda, 2008
- Come donna innamorata, éd. Guanda, 2015 – sélection finale du prix Strega 2015

Essais (sélectif)
- Petrarca e i Colonna, éd. Fazzi, 1988
- Amate e amanti. Figure della lirica amorosa fra Dante e Petrarca, éd. Il Mulino, 1999
- La letteratura nei secoli della tradizione. Dalla Chanson de Roland a Foscolo, éd. Laterza, 2007
- Manuale di letteratura italiana contemporanea (avec Alberto Casadei), éd. Laterza, 2007
- L'io e il mondo. Un'interpretazione di Dante, éd. Il Mulino, 2011
- Dante. Il romanzo della sua vita, éditions Mondadori, 2012
- Guida all'Inferno, éd. Mondadori, 2013
- L'amoroso pensiero. Petrarca e il romanzo di Laura, éd. Mondadori, 2014